# 虫明洋一
虫明 洋一（むしあき よういち、1962年3月15日 - ）は、日本の実業家。毎日放送代表取締役社長、MBSメディアホールディングス代表取締役。

## 経歴・人物
広島県三原市の出身で、東京大学経済学部経営学科を卒業した1985年に毎日放送へ入社。入社後は、報道局・スポーツ局・営業局での勤務を経て、ラジオ局長、事業局長、常務、MBSメディアホールディングス取締役を歴任した。2021年から毎日放送代表取締役社長を務めているほか、2022年からMBSメディアホールディングスの代表取締役、TBSテレビの取締役を兼務。
スポーツ局への在籍中はオリックス・ブルーウェーブ（プロ野球のパシフィック・リーグに加盟していた球団）の最盛期で、1995年のリーグ初優勝と翌1996年の日本シリーズ初制覇をプロデューサーとして見届けた。その一方で、37歳だった1999年に白血病（慢性骨髄性白血病）と診断。一時は勤務がままならずに治療を優先していたが、「出世するより生きている方が良い」という境地へ至ったことで死の危機を乗り切ったという。2000年4月に弟から骨髄移植を受け一旦完全寛解（血液型がO+からB-に変わった。）。3年後再発してからは分子標的型抗がん剤服用で完全寛解した。
実際には出世を重ねた末に社長へ就任したが、就任後は「白血病サバイバー」「AYA世代」の立場から自身の病歴を「ちゃやまちキャンサーフォーラム」（毎日放送が医療関係者や著名な「がんサバイバー」などを招いて年に1回開催している公開イベント）などで明かしている。
家族は前述の弟の他に妻との間に既に独立した息子と娘がいる。